# Pancratium foetidum
Espèce
Pancratium foetidum est une espèce de plantes à fleurs de la famille des Amaryllidaceae, endémique de la Tunisie.